# Österreichische Studentenförderungsstiftung
Die Österreichische Studentenförderungsstiftung (home4students) ist der zweitgrößte Träger von Studentenheimen (Bezeichnung in Österreich) bzw. Studentenwohnheimen (Bezeichnung in Deutschland) in Österreich. Sie ist gemeinnützig ausgerichtet.

## Geschichte
Am 6. Mai 1958 beschloss der Zentralausschuss der Österreichischen Hochschülerschaft, die Österreichische Studentenförderungsstiftung zu errichten. Zum Gründungszeitpunkt bestand das Vermögen der Stiftung aus dem Fruchtgenussrecht (uneingeschränktes Gebrauchsrecht mit Erhaltungspflicht) auf 99 Jahre an den Liegenschaften in der Führichgasse 10, 1010 Wien und Döblinger Hauptstraße 55, 1190 Wien. Beide Liegenschaften gehörten der Österreichischen Hochschülerschaft.
Seit 1958 wurde die Anzahl der Wohneinheiten kontinuierlich erweitert, insgesamt gibt es 18 Studierendenheime in ganz Österreich (Stand August 2015).

## Zweck der Stiftung
Das Ziel der Stiftung ist, Studierende in ganz Österreich auf ihrem Ausbildungsweg durch die Bereitstellung und Verwaltung von günstigem Wohnraum zu unterstützen und dabei speziell finanziell schlechter gestellte Studierende zu berücksichtigen.

## Aktueller Bestand
| Studentenheim                 | Adresse                                      | Heimplätze                                   | Dauer p. A.                                |
| ----------------------------- | -------------------------------------------- | -------------------------------------------- | ------------------------------------------ |
| Große Schiffgasse             | Große Schiffgasse 12, 1020 Wien              | 82 Einzelzimmer, 40 Doppelzimmer             | 9-Monatsheim (1.10.–30.06.)                |
| Schäffergasse                 | Schäffergasse 2, 1040 Wien                   | 54 Einzelzimmer, 50 Doppelzimmer             | 9-Monatsheim (1.10.–30.06.)                |
| Neudeggergasse                | Neudeggergasse 21, 1080 Wien                 | 30 Einzelzimmer, 20 Doppelzimmer             | 10-Monatsheim (1.09.–30.06.)               |
| Boltzmanngasse                | Boltzmanngasse 10, 1090 Wien                 | 22 Einzelzimmer, 28 Doppelzimmer             | 12-Monatsheim (1.09.–31.08.)               |
| Höfergasse                    | Höfergasse 13, 1090 Wien                     | 12 Einzelzimmer,                             | 12-Monatsheim (1.09.–31.08.)               |
| Sensengasse                   | Sensengasse 2b, 1090 Wien                    | 170 Einzelzimmer, 17 Doppelzimmer            | 12-Monatsheim (1.09.–31.08.)               |
| Erlachplatz                   | Erlachplatz 5, 1100 Wien                     | 74 Einzelzimmer, 5 Doppelzimmer              | 12-Monatsheim (1.09.–31.08.)               |
| Döblinger Hauptstraße I       | Döblinger Hauptstraße 55, 1190 Wien          | 47 Einzelzimmer, 21 Doppelzimmer             | 12-Monatsheim (1.09.–31.08.)               |
| Döblinger Hauptstraße II      | Döblinger Hauptstraße 55, 1190 Wien          | 53 Einzelzimmer, 6 Doppelzimmer              | 12-Monatsheim (1.09.–31.08.) ab April 2013 |
| Ullmannstraße                 | Ullmannstraße 54–56, 1150 Wien               | 388 Heimplätze                               | 12-Monatsheim (01.09.–31.08.)              |
| PopUp dorms – Seestadt Aspern | Sonnenalle 28, 1220 Wien                     | 440 Heimplätze                               | 12-Monatsheim (01.10.–30.09.)              |
| Neutorgasse                   | Neutorgasse 46, 8010 Graz                    | 245 Einzelzimmer, 19 Doppelzimmer            | 10-Monatsheim (1.09.–30.06.)               |
| Leechgasse                    | Leechgasse 1 (/ Schubertstraße 2), 8010 Graz | 81 Einzelzimmer, 32 Doppelzimmer             | 12-Monatsheim (1.10.–30.09.)               |
| Nautilusweg I                 | Nautilusweg 11, 9020 Klagenfurt              | 155 Einzelzimmer, 36 Doppelzimmer            | 12-Monatsheim (1.10.–30.09.)               |
| Nautilusweg II                | Nautilusweg 11, 9020 Klagenfurt              | 123 Einzelzimmer, Duplex & Triplex Einheiten | 12-Monatsheim (1.10.–30.09.)               |
| Glockengasse                  | Glockengasse 4b, 5020 Salzburg               | 33 Einzelzimmer, 36 Doppelzimmer             | 9-Monatsheim (1.10.–30.06.)                |
| Höttinger Au                  | Höttinger Au 34, 6020 Innsbruck              | 121 Einzelzimmer, 108 Doppelzimmer           | 10-Monatsheim (1.09.–30.06.)               |
| Technikerstraße               | Techniker Straße 7, 6020 Innsbruck           | 157 Einzelzimmer, 102 Doppelzimmer           | 12-Monatsheim (1.09.–31.08.)               |